# Liste der Einträge im National Register of Historic Places im Tama County

Lage des Tama County in Iowa

Die Liste der Einträge im National Register of Historic Places im Tama County in Iowa führt alle Bauwerke und historischen Stätten im Tama County auf, die in das National Register of Historic Places aufgenommen wurden.

## Aktuelle Einträge
| [ 2 ] | Name                                                | Bild                                                | Eintragsdatum        | Lage                                                                                            | Ort                   | Beschreibung |
| ----- | --------------------------------------------------- | --------------------------------------------------- | -------------------- | ----------------------------------------------------------------------------------------------- | --------------------- | --- |
| 1     | Chambers Ford Bridge                                | Chambers Ford Bridge                                | 1998 ID-Nr. 98000482 | Brücke der 385th Street über den Iowa River 41° 53′ 2″ N, 92° 20′ 7,6″ W                        | Chelsea               | 1890 errichtete Fachwerkbrücke, wegen Fahrbahnschäden für den Verkehr gesperrt                                     |
| 2     | Conant's Cabin and Park                             | Conant's Cabin and Park                             | 2000 ID-Nr. 00000920 | IA 96 42° 10′ 37″ N, 92° 39′ 19″ W                                                              | östlich von Gladbrook | 1920 errichteter Bungalow                                                                                          |
| 3     | Hope Fire Company Engine House                      | Hope Fire Company Engine House                      | 1983 ID-Nr. 83000404 | 109 South Broadway 41° 59′ 42″ N, 92° 34′ 40″ W                                                 | Toledo                | 1887 errichtete Feuerwache                                                                                         |
| 4     | Le Grand Bridge                                     |                                                     | 1998 ID-Nr. 98000481 | Brücke der Abbot Avenue über den Iowa River 42° 1′ 54″ N, 92° 45′ 58″ W                         | Le Grand              | 1896 errichtete Fachwerkbrücke; 2008 durch Hochwasser zerstört, aber noch nicht aus dem Register gestrichen        |
| 5     | Lincoln Highway Bridge                              | Lincoln Highway Bridge                              | 1978 ID-Nr. 78001263 | East 5th Street; Brücke des Lincoln Highway über den Mud Creek 41° 57′ 51,7″ N, 92° 33′ 47,6″ W | Tama                  | 1915 errichtete Betonbrücke                                                                                        |
| 6     | Round Barn, Buckingham Township                     | Round Barn, Buckingham Township                     | 1986 ID-Nr. 86001441 | Abseits des US 63 42° 17′ 1″ N, 92° 28′ 35″ W                                                   | Buckingham Township   | 1920 errichtete Rundscheune                                                                                        |
| 7     | Star-Clipper-Canfield Building and Winding Stairway | Star-Clipper-Canfield Building and Winding Stairway | 1975 ID-Nr. 75000699 | 534 2nd Street 42° 11′ 36″ N, 92° 27′ 59″ W                                                     | Traer                 | 1894 errichtetes Geschäftshaus                                                                                     |
| 8     | Tama County Courthouse                              | Tama County Courthouse                              | 1981 ID-Nr. 81000269 | State Street 41° 59′ 49″ N, 92° 34′ 39″ W                                                       | Toledo                | 1866 im neuromanischen Stil errichtetes Justiz- und Verwaltungsgebäude des Tama County                             |
| 9     | Tama County Jail                                    | Tama County Jail                                    | 1981 ID-Nr. 81000270 | Broadway Ecke State Street 41° 59′ 49″ N, 92° 34′ 40″ W                                         | Toledo                | 1870 im neuromanischen Stil errichtetes Bezirksgefängnis; heute Museum                                             |
| 10    | Toledo Bridge                                       |                                                     | 2009 ID-Nr. 98000480 | Brücke der Ross Street über den Deer Creek 41° 59′ 33,9″ N, 92° 35′ 31,4″ W                     | Toledo                | noch erkennbare Stelle der 1912 errichteten früheren Fachwerkbrücke, die 2006 durch eine neue Brücke ersetzt wurde |
| 11    | Wieting Theater                                     | Wieting Theater                                     | 1979 ID-Nr. 79000944 | 101 South Church Street 41° 59′ 45″ N, 92° 34′ 43″ W                                            | Toledo                | 1912 im Colonial Revival genannten Baustil errichtetes Theater                                                     |
| 12    | John W. Young Round Barn                            |                                                     | 1986 ID-Nr. 86001444 | Abseits des US 63 42° 11′ 36″ N, 92° 28′ 28″ W                                                  | Traer                 | 1917 errichtete Rundscheune                                                                                        |

## Frühere Einträge
| [ 2 ] | Name                           | Bild | Eintragsdatum        | Lage                                          | Ort   | Beschreibung                     |
| ----- | ------------------------------ | ---- | -------------------- | --------------------------------------------- | ----- | -------------------------------- |
| 1     | Brooks and Moore Bank Building |      | 1974 ID-Nr. 74000813 | 423 2nd Street 42° 0′ 1,6″ N, 92° 38′ 49,9″ W | Traer | 1998 aus dem Register gestrichen |